# 利用拉曼光谱和荧光扫描宜居环境中的有机物和化学品

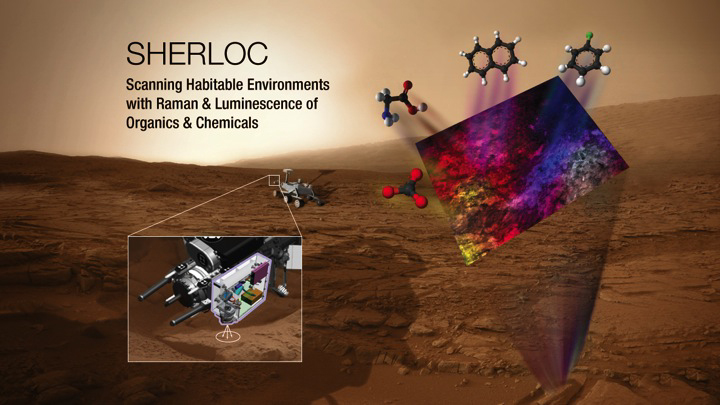
“毅力号”火星车 - 歇洛克仪

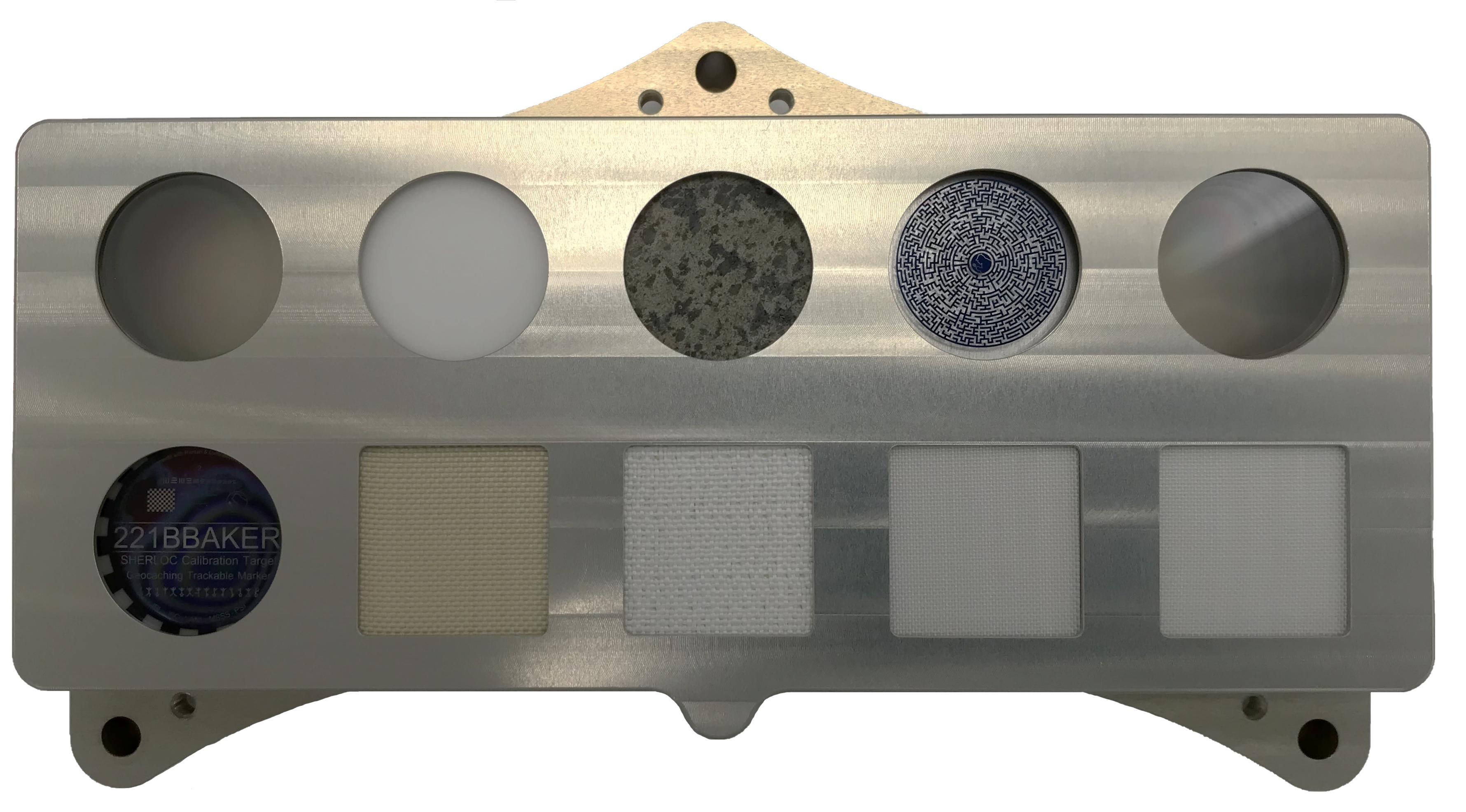
搭载在“毅力号”火星探测车上的歇洛克仪校准目标，火星陨石位于第一排中间。

利用拉曼光谱和生物荧光扫描宜居环境、寻找有机物和化学物质仪（Scanning Habitable Environments with Raman and Luminescence for Organics and Chemicals）—英文缩写“歇洛克”（SHERLOC）是一种紫外线拉曼光谱仪，它使用精密成像和紫外线激光来确定细粒矿物，并探测有机化合物，作为火星2020任务的一部分，它是专为“毅力号”火星车所开发设计。它由喷气推进实验室制造，主要子系统分别由马林空间科学系统和洛斯阿拉莫斯国家实验室开发研制。项目首席研究员和副研究员分别为卢瑟·比格尔（Luther Beegle）和罗希特·巴蒂亚（Rohit Bhartia）。
“歇洛克”将可能携使用宇航服材料作为校准目标，它将测量它们在火星表面环境随时间而产生的变化。

## 目标
根据2017年大学空间研究协会（USRA）报告：
歇洛克仪调查的目标是: 
- 评估样品的宜居潜力及含水历史。
- 评估关键元素和生命能量源(碳、氢、氮、氧、磷、硫等)的可用性。
- 测定火星岩石和露头中是否保存有潜在的生命印迹。
- 对选取的样品进行有机和矿物分析。

为此，歇洛克仪必须做到： 
- 能探测和界定火星地表和近地表下有机物及与天体生物学相关的矿物。
- 在7 x 7毫米的光斑上，整体有机物灵敏度达到10-5至10-6 w/w（重量百分比）。
- 在小于100微米空间下对精细有机物的检测灵敏度达到10-2至10-4 w/w。
- 对天体生物学相关矿物（ARM）的检测和界定分辨率达到100微米。——Beegle, L.W., et al.，大学空间研究联合会(2017年)

## 构造
歇洛克系统部件分别安装在火星车的三处位置上，歇洛克转塔组件（STA）安装在机械手臂末端，它包括了光谱和成像组件。歇洛克主体部件（SBA）位于火星车底盘上，充当转塔组件和火星车之间的接口，主体部件（SBA）执行命令和数据处理以及电源分配电；歇洛克校准目标（SCT）位于火星车底盘前部，并保存光谱定标物。
歇洛克系统由成像元件和光谱元件组成，它有两套成像组件，由火星科学实验室火星手部透镜成像仪的传统硬件组成。一套是专为打印可在多个尺度上生成彩色图像而构建的；另一套是使仪器能够获得样品背景图像并自动聚焦歇洛克调查光谱部分的激光点。
作为光谱部分，它利用氖-铜金属蒸汽激光器发出紫外线光子（248.6纳米），能从探测目标样本上产生独特的拉曼和荧光光子。深紫外激光与背景成像仪一同聚焦，并集成到自动聚焦/扫描光学系统中，该系统可使光谱特征与表面纹理、形态和可见特征相关联。背景成像仪的空间分辨率为30微米，目前被设计在400-500纳米波长范围工作。
其中一台摄像头是用于操作和工程方面的广角地形传感器-简称“沃森相机”（WATSON）。

## 另请查看
- “好奇号”火星车
- 火星探测
- 火星地质
- 火星岩石列表
- 火星科学实验室
- 火星氧气原位资源利用实验
- X射线岩石化学行星仪（PIXL）